# Diepenbroich (Overath)
Diepenbroich ist ein Ortsteil von Overath im Rheinisch-Bergischen Kreis in Nordrhein-Westfalen, Deutschland und ist heute ein reines Gewerbegebiet.

## Lage und Beschreibung
Der Ortsteil Diepenbroich findet sich oberhalb der Agger zwischen der Bundesstraße 55, die hier Kölner Straße heißt und der A4. Es handelt sich um ein 115.000 m² großes, voll bebautes Gewerbegebiet. In der Nähe befinden sich das Gewerbegebiet Hammermühle, und der Gewerbe- und Industriepark Burghof.
Der Diepenbroicher Bach durchfließt den Ortsteil.

## Geschichte
Der Hof Diepenbroich wurde erstmals im Jahr 1384 als de Depenbroek urkundlich erwähnt. Bei dem Ortsnamen handelt es sich um einen -bruch-Namen, bezeichnet also eine morastige, sumpfige Stelle. Das Bestimmungswort Diepen steht für tief, Diepenbroich bedeutet also Tiefer Sumpf.
Der Name leitet sich vermutlich von der Lage des Hofs im Talgrund des Diepenbroicher Bachs ab.
Die Topographia Ducatus Montani des Erich Philipp Ploennies, Blatt Amt Steinbach, belegt, dass der Wohnplatz bereits 1715 eine Hofstelle besaß, die als Diepenbrück beschriftet ist. Der Ort ist dort mit dem Symbol eines Freihofs eingezeichnet. Carl Friedrich von Wiebeking benennt die Hofschaft auf seiner Charte des Herzogthums Berg 1789 als Diepenbroch. Aus ihr geht hervor, dass der Ort zu dieser Zeit Teil der Honschaft Balken im Kirchspiel Overath war.
Der Ort ist auf der Topographischen Aufnahme der Rheinlande von 1817 als Diepenbroich verzeichnet. Die Preußische Uraufnahme von 1845 zeigt den Wohnplatz unter dem Namen Tiebenbruch. Ab der Preußischen Neuaufnahme von 1892 ist der Ort auf Messtischblättern regelmäßig als Diepenbroich verzeichnet.
1822 lebten acht Menschen im als Pachtgut kategorisierten Ort, der nach dem Zusammenbruch der napoleonischen Administration und deren Ablösung zur Bürgermeisterei Overath im Kreis Mülheim am Rhein gehörte. Für das Jahr 1830 werden für den als Diepenbroich bezeichneten Ort neun Einwohner angegeben. Der 1845 laut der Uebersicht des Regierungs-Bezirks Cöln als Hof kategorisierte Ort besaß zu dieser Zeit ein Wohngebäude mit acht Einwohnern, alle katholischen Bekenntnisses. Die Gemeinde- und Gutbezirksstatistik der Rheinprovinz führt Diepenbroich 1871 mit einem Wohnhaus und vier Einwohnern auf. Im Gemeindelexikon für die Provinz Rheinland von 1888 werden für Diepenbroich ein Wohnhaus mit zehn Einwohnern angegeben. 1895 besitzt der Ort ein Wohnhaus mit 13 Einwohnern, 1905 werden ein Wohnhaus und zehn Einwohner angegeben.
Ab Anfang der 1970er Jahre wurde 100 Meter nördlich vom Ort die Bundesautobahn 4 trassiert. Der Ort bestand bis in die 1970er Jahre, als die Gebäude abtragen wurden. Mit Erschließung des Gewerbegebiets Diepenbroich wurde der ursprüngliche Siedlungsbereich des Wohnplatzes in den 2000er Jahren mit Gewerbebetrieben überbaut. Heute erinnert nur noch der Straßen- und Gewerbegebietsname Diepenbroich an den Wohnplatz.

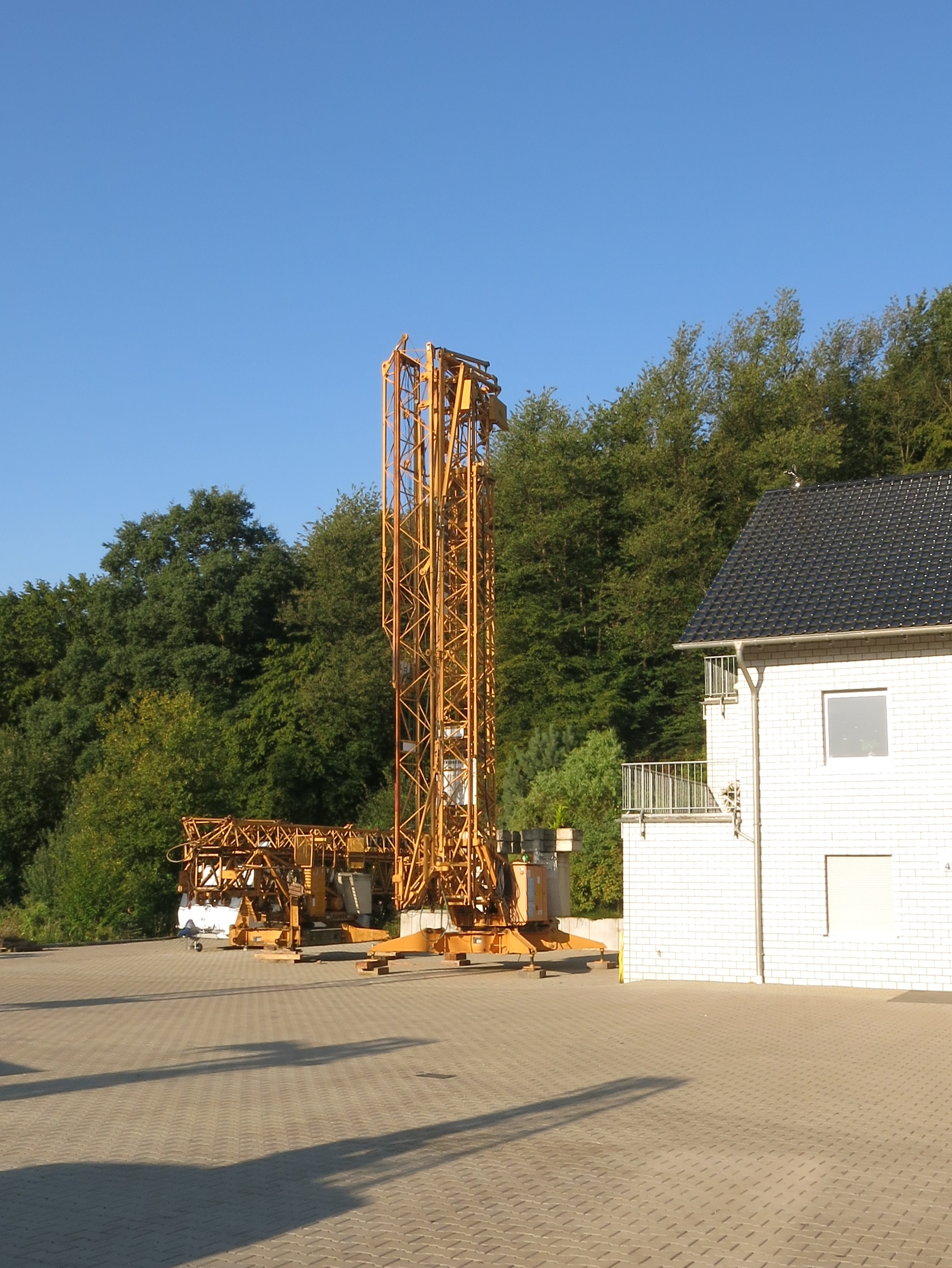
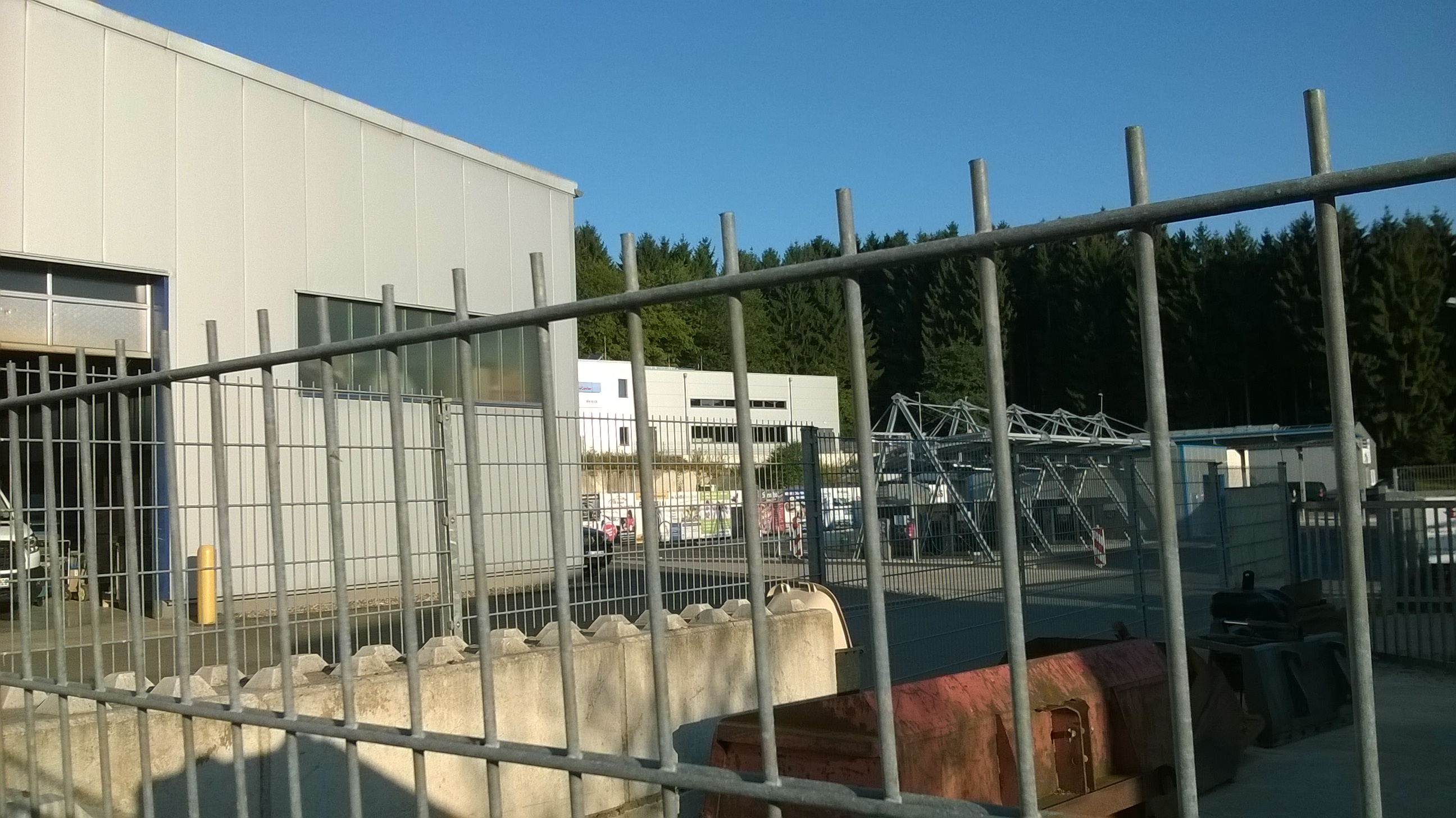
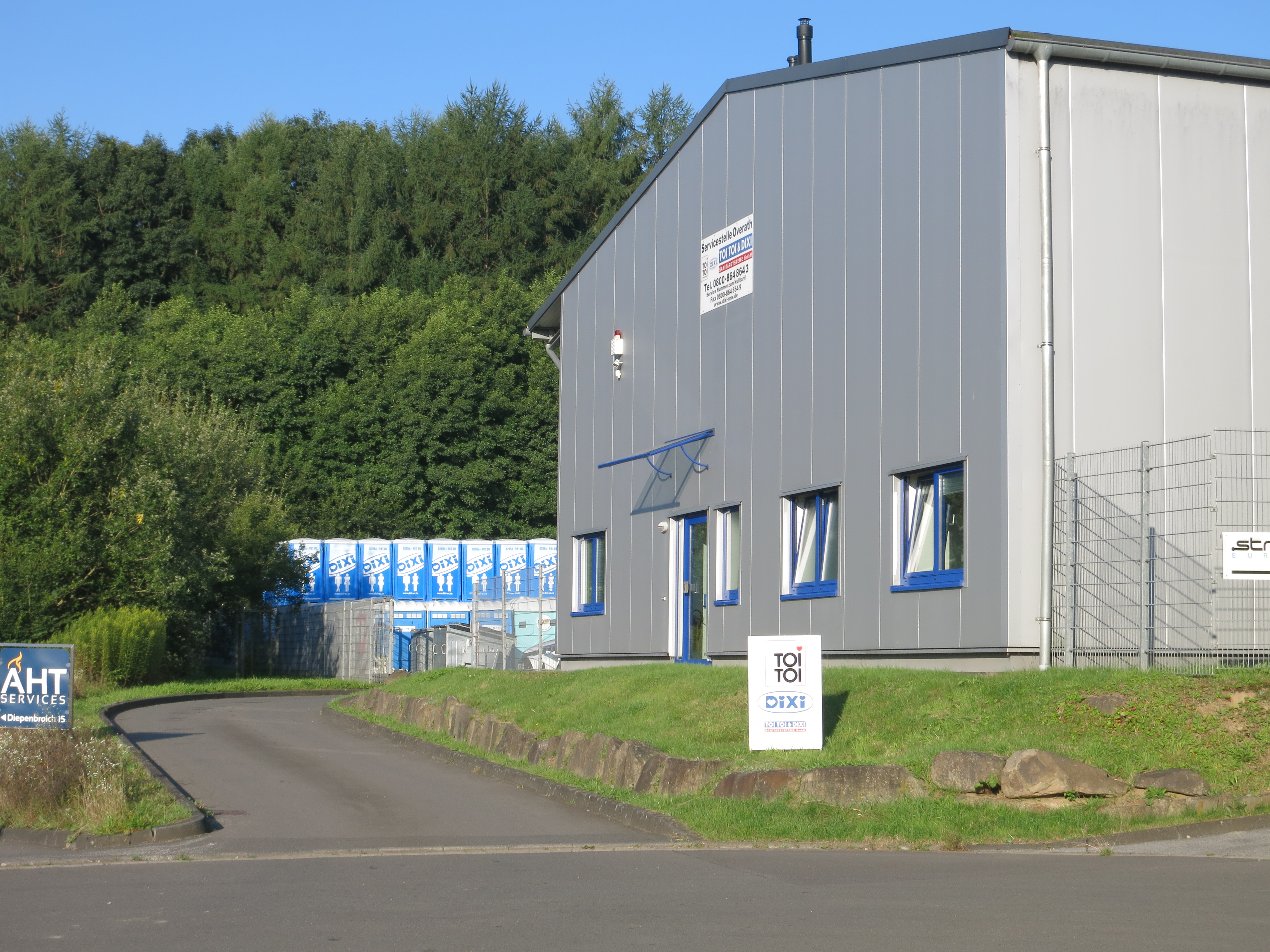